# Gitega (vattendrag i Burundi, Kayanza)
Gitega är ett vattendrag i Burundi.   Det ligger i provinsen Kayanza, i den nordvästra delen av landet, 60 kilometer nordost om huvudstaden Bujumbura.
Omgivningarna runt Gitega är en mosaik av jordbruksmark och naturlig växtlighet. Runt Gitega är det tätbefolkat, med 397 invånare per kvadratkilometer.